# Públio Ácio Varo
Públio Ácio Varo (? — Munda, 17 de março de 45 a.C.) foi um politico e militar romano, governador romano da África durante a Segunda Guerra Civil da República Romana, travada entre pompeianos e cesarianos entre 49 e 44 a.C.. Ele declarou guerra a César e derrotou Caio Escribônio Curião, que foi enviado para enfrentá-lo em 49 a.C..

## Carreira
Varo foi pretor antes de 53 a.C., mas nenhum registro sobre sua carreira política sobreviveu. É certo que ele foi ainda um promagistrado, provavelmente propretor, na África em 52 a.C. (possivelmente antes). Com a irrupção da guerra civil, Varo, um partidário dos optimates, foi designado para a região de Piceno à frente de uma considerável força militar. Com a aproximação de César, Varo foi obrigado a evacuar a área para se juntar Pompeu na Apúlia.
Quando Pompeu cruzou o Adriático para a Grécia, Varo seguiu para a África e assumiu o comando de sua antiga província, legalmente sob o comando de Quinto Élio Tuberão, para assegurar o fornecimento de cereais para as tropas pompeianas. Bem conhecido na região, Varo conseguiu alistar mais duas legiões para enfrentar os cesarianos. Excluído de sua própria província, Tuberão seguiu para a Grécia e se juntou a Pompeu.

### Batalha pela África
César enviou Curião para a África para enfrentar Varo e capturar a província. Curião recebeu este comando como recompensa por seu apoio político e sua experiência militar era bastante limitada, sendo este seu primeiro comando supremo. Ele assumiu o comando das legiões que haviam sido inicialmente alistadas pelos pompeianos e que haviam desertado para César depois do Cerco de Corfínio.
Curião desembarcou com sucesso perto de Útica e conseguiu pegar o exército de Varo de surpresa na Batalha de Útica. Um dos oficiais de Varo, Sexto Quintílio Varo, que esteve em Corfínio, tentou fazer com as tropas de Curião retornassem para o campo pompeiano, mas fracassou. Depois de uma vitória numa escaramuça entre as cavalarias, Curião liderou suas tropas num ousado ataque morro acima que rapidamente liquidou o exército de Varo. Encorajado pelo sucesso, Curião, agindo com base em informações incorretas, atacou o que ele acreditava ser um destacamento do exército do rei da Numídia Juba I. Na realidade, a maior parte do exército númida estava no local e, depois de um sucesso inicial, as forças de Curião foram cercadas e aniquiladas. O próprio Curião foi cercado com o restante de suas tropas no alto de uma colina e morreu lutando. Apenas uma fração de suas forças, que incluía o historiador Asínio Polião e o futuro cônsul Caio Canínio Rébilo, conseguiu escapar para a Sicília.

### Eventos posteriores
Depois da Batalha de Farsalos (48 a.C.), o restante das forças pompeianas, incluindo Catão, fugiram para a África para continuar a luta. Por insistência de Catão, Varo entregou o comando supremo do exército ao consular Metelo Cipião; sua posição oficial a partir de então foi a de legado propretor (em latim: legatus pro praetore) segundo evidências epigráficas.
Em 46 a.C., Varo assumiu o comando da frota pompeiana. Depois da derrota na Batalha de Tapso, Varo fugiu para a Hispânia, onde foi derrotado numa batalha naval perto de Carteia por Caio Dídio, o almirante da frota cesariana, e forçado a abandonar seus navios para se juntar ao exército em terra. Varo finalmente foi morto na Batalha de Munda no ano seguinte.